# Jean-Pierre Cattenoz
Jean-Pierre Marie Cattenoz (ur. 17 grudnia 1945 w Maxéville) – francuski duchowny katolicki, arcybiskup Awinionu w latach 2002–2021.

## Życiorys
Święcenia kapłańskie otrzymał 29 maja 1983. Inkardynowany do archidiecezji Awinionu, przez dziewięć lat pełnił funkcje wikariusza i proboszcza, doktoryzował się także w Instytucie Katolickim w Tuluzie. W latach 1992–1998 pracował jako misjonarz w Czadzie. Po powrocie do kraju został wykładowcą w Instytucie Notre Dame de Vie, a następnie kierownikiem Wydziału Kapłańskiego tegoż instytutu.

### Episkopat
21 czerwca 2002 Jan Paweł II mianował go arcybiskupem Awinionu. Sakry biskupiej udzielił mu abp Raymond Bouchex.
11 stycznia 2021 papież Franciszek przyjął jego rezygnację z pełnionej funkcji, złożoną ze względu na wiek emerytalny.